# Disney's Party
Disney's Party, conocido en Japón como Disney no Magical Park para GameCube y Mickey no Pocket Resort para Game Boy Advance, es un videojuego de tipo minijuegos que fue lanzado por Hudson Soft para Nintendo GameCube en 2002 y por Jupiter para Game Boy Advance en 2003. El juego es de mecánica similar a los juegos de la saga Mario Party, desarrollados por Hudson Soft, donde los jugadores compiten en minijuegos para ganar la partida.
- Datos: Q3030331